# Comuna Struer
Struer (Struer Kommune) este o comună din regiunea Midtjylland, Danemarca, cu o suprafață totală de 245,9 km².